# Alai
Œuvres principales
Les Pavots rouges
Alaï (Langues chinoises : 阿来 ; tibétain : ཨ་ལེ་, Wylie : a-le, pinyin tibétain : Alê, dialecte de Lhassa API : ɑ́lè), né en 1959 dans la province du Sichuan, est un poète et romancier de langue chinoise, d'origine tibétaine Rgyalrong. Il est également un ancien rédacteur en chef de Kehuan shijie.

## Œuvres
Le principal roman d'Alai, Les Pavots rouges, publié en 1998, suit une famille de chefs tibétains, les Maïchi, au cours de la décennie qui a précédé la libération du Tibet par l'Armée populaire de libération en 1951. Leur vie féodale dans les régions frontalières tibétaines, racontée par le plus jeune fils idiot, est décrite comme cruelle, romantique et pleine d'intrigues (avec l'annexion du Tibet par la république populaire de Chine présentée comme une grande avancée pour la paysannerie tibétaine)  Les Pavots rouges a remporté le 5e prix littéraire Mao-Dun en 2000 et a été sélectionné comme finaliste pour le prix Kiriyama en 2002.
En 2013, Alai a participé à la résidence d'automne du programme international d'écriture à l'université de l'Iowa à Iowa City, États-Unis.

## Filmographie
- Les Grimpeurs (2019)